# Itamar Golan
Itamar Golan   (Vílnius, 3 d'agost de 1970) és un pianista israelià d'origen lituà.
Va emigrar a Israel amb els seus pares a l'edat d'un any. Va estudiar piano amb Lara Vodovoz i Emmanuel Krazovsky i va fer el seu primer recital als set anys. Del 1985 al 1989, una beca de la America-Israel Cultural Foundation li va permetre continuar la seva formació als Estats Units al "New England Conservatory" de Boston amb Leonard Shure i Patricia Zander. Posteriorment, va estudiar música de cambra amb Chaim Taub.
Va començar la seva carrera com a solista i músic de cambra als Estats Units i Israel. Ha actuat en directe o en enregistraments amb molts músics com Kyung Wha Chung, Janine Jansen, Barbara Hendricks, Maxim Vengerov, Shlomo Mintz, Mischa Maisky, Matt Haimovitz, Tabea Zimmermann, Ida Haendel i Julian Rachlin. Ha actuat en sales de concerts i festivals a Ravinia, Chicago, Tanglewood, Salzburg, Edimburg, Verbier i Lucerna. També ha actuat com a solista amb l’Orquestra Filharmònica d'Israel i amb la Filharmònica de Berlín sota la direcció de Zubin Mehta. Del 1991 al 1994, va ensenyar a la Manhattan School of Music de Nova York i actualment és professor de música de cambra al Conservatori de París. Entre els seus alumnes si conten la russa Aliona Bàieva.